# Carlos Castillo Armas

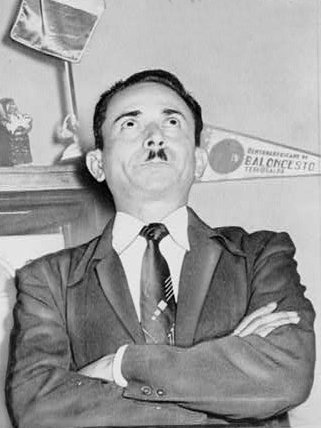
Carlos Castillo Armas

Carlos Alberto Castillo Armas (Santa Lucía Cotzumalguapa, Escuintla, 4 de noviembre de 1914 - Casa Presidencial de Guatemala, 26 de julio de 1957) fue un militar y político guatemalteco, que fue presidente de Guatemala desde el 8 de julio de 1954 hasta su asesinato en julio de 1957. Es conocido por llegar al poder tras liderar el golpe de Estado en Guatemala de 1954 con apoyo de la CIA de Estados Unidos.

## Biografía
Nació en la sureña ciudad de Santa Lucía Cotzumalguapa, norte de Escuintla. Asistió y se graduó como oficial en la Escuela Politécnica, para posteriormente entrenarse en la base militar de Fort Leavenworth, Kansas, Estados Unidos, donde estableció lazos de amistad con varios militares de aquel país.
En 1944 participó en movimientos contra el presidente Jorge Ubico, y durante la Revolución de Octubre de 1944 derrocó al general Federico Ponce Vaides del poder. Esto le sirvió para ser designado como el director de la Escuela Politécnica. Desde este puesto, se perfiló como férreo opositor a la dirección que el país estaba tomando bajo el mandato del doctor Juan José Arévalo, y adherirse al liderazgo del coronel Francisco Javier Arana.

### Muerte del coronel Arana
El viernes 15 de julio de 1949, el coronel Francisco Javier Arana había presentado un ultimátum al presidente Juan José Arévalo: sustituir a todos sus ministros por colaboradores de Arana antes del 18 de julio a las diez de la noche; el lunes 18 de julio por la mañana, el coronel Arana se presentó en el palacio presidencial seguro del triunfo de su golpe de Estado y le dijo a Arévalo en tono insolente y sarcástico que iba a El Morlón, la residencia presidencial a orillas del Lago de Amatitlán, para confiscar un lote de armas que Arévalo había escondido allí luego de que las autoridades mexicanas las confiscaran a un grupo de exiliados dominicanos a quienes el gobierno guatemalteco se las había regalado para derrocar a Rafael Leónidas Trujillo. Las armas habían sido sustraídas de la base militar del Puerto de San José y ahora iba a confiscarlas en la residencia presidencial. Esto puso sobre aviso a Arévalo, quien supo en donde iba a encontrarse Arana y puso en marcha el plan para sacarlo al exilio que habían urdido con sus colaboradores y su ministro de la Defensa, coronel Jacobo Árbenz Guzmán; hábilmente, Arévalo le sugirió a Arana que se llevara al coronel Felipe Antonio Girón -jefe de la guardia presidencial- lo que confirmó a Arana de su aparente triunfo y de que Arévalo y Árbenz jamás se le enfrentarían.
Arévalo llamó a Árbenz para que se hiciera cargo de la situación, y este envió a varios hombres armados, quienes salieron desde la capital en dos carros e iban bajo las órdenes del jefe de la policía, teniente coronel Enrique Blanco y por el diputador del PAR Alfonso Martínez, un oficial retirado y amigo de Árbenz. Cuando Arana llegó al puente de La Gloria, un Dodge gris estaba parado allí obstruyéndole el paso. Después de la corta balacera quedaron tres fallecidos: Arana, su asistente el mayor Absalón Peralta y el teniente coronel Blanco. Los testigos presenciales nunca confirmaron cual fue el detonante de los disparos y si la intención había sido capturar a Arana como estaba previsto.
Al conocerse la noticia de su muerte, la Guardia de Honor se alzó en armas y se iniciaron los combates e la ciudad, que tardaron durante veinticuatro horas mientras el resto del país esperaba el resultado. Aunque pareció que los aranistas iban a triunfar aquel 18 de julio, no lograron su objetivo porque carecían de un líder que los dirigiera contra las escasas fuerzas leales al presidente que estaban dirigidas por Árbenz, quien demostró mucha sangre fría y habilidad militar. El coronel Castillo Armas, uno de los principales colaboradores de Arana, estaba en Mazatenango observando las elecciones para el Consejo Superior de la Defensa -entidad que iba a proponer al sustituto de Arana cuando este renuncia a la jefatura de las Fuerzas Armadas para participar en las elecciones presidenciales- y no se atrevió a regresar.
Los leales al gobierno sitiaron la Guardia de Honor, que también fue atacada por la Fuerza Aérea, con bombas obsoletas que muchas veces no estallaron; finalmente, el cuartel se rindió y la lucha se dio por concluida con un saldo de ciento cincuenta muertos y más de doscientos heridos. La versión oficial -propuesta por Arévalo e impuesta por este a sus ministros, incluyendo a Árbenz- era que los miembros reaccionarios de la sociedad guatemalteca habían sido los culpables de la muerte del coronel Arana, algo que muchos guatemaltecos vieron con incredulidad desde el principio, pues se sabía que Martínez estaba herido y que este era incondicional de Árbenz; esto dio pie para que se iniciaran los rumores de un complot par asesinar al coronel Arana, los cuales han persisitido hasta la actualidad y que inculpan directamente a Árbenz de ser el responsable de la muerte de un rival que habría estado «robándole protagonismo». De acuerdo a una entrevista entre Piero Gleijeses y Ricardo Barrios Peña, este último habría asegurado que esto fue hecho a propósito por Arévalo para traspasar toda la culpa a Árbenz.
Durante el gobierno de Árbenz, Castillo Armas intentó tomar la base militar La Aurora, pero fracasó y perdiendo varios civiles y militares que le acuerparon. Fue herido en la acción, y creyéndole muerto lo subieron a una ambulancia. Cuando llegó al Hospital Militar se comprobó que estaba con vida y fue capturado y guardó prisión en la
Penitenciaría Central, donde fue torturado, pero de donde escapó ayudado por sus amigos, para asilarse en la Embajada de Colombia.

## Ascenso al poder

### Llegada de John Peurifoy a Guatemala
Entre 1950 y 1955, durante el gobierno del general Eisenhower en Estados Unidos, se llevó a cabo una cacería de brujas de comunistas, conocida como Macartismo, la cual se caracterizaba por perseguir a personas inocentes por simples sospechas, con acusaciones infundadas, interrogatorios, pérdida del trabajo y negación del pasaporte a los sospechosos de comunismo, o encarcelados. Estos mecanismos de control social y de represión en Estados Unidos bordearon peligrosamente el totalitarismo y métodos fascistas.
Uno de los principales personajes del Macartismo era John Peufiroy, quien fue enviado como Embajador de los Estados Unidos a Guatemala, ya que este era el primer país de la esfera de influencia norteamericana tras la Segunda Guerra Mundial que incluía elementos abiertamente comunistas en su gobierno. Llegó procedente de Grecia, en donde ya había realizado una considerable actividad anticomunista, y se instaló como Embajador en noviembre de 1953; para entonces, Castillo Armas, ya estaba organizando a su pequeño ejército revolucionario. Tras una larga reunión, Peurifoy le dejó claro al presidente Jacobo Arbenz que los Estados Unidos únicamente se preocupaban por eliminar elementos comunistas de su gobierno y luego reportó al Departamento de Estado estadounidense que «el líder guatemalteco no es comunista, pero que seguramente vendrá un líder comunista después de él», y en enero de 1954 le dijo a la revista Time: «la opinión pública estadounidense podría forzarnos a tomar algunas medidas para evitar que Guatemala caiga en la órbita del comunismo internacional».

### Golpe de Estado
El gobierno de Dwight Eisenhower consideró un atropello que el gobierno de Guatemala se tomase en serio los libros de contabilidad de la United Fruit Company, y lo hace saber a Arbenz mediante Peurifoy. Arbenz pretendió pagar, como indemnización, el valor que la propia empresa había atribuido a sus tierras. John Foster Dulles, Secretario de Estado, y fuerte accionista de la UFCO, exige veinticinco veces más. Paradójicamente, Jacobo Arbenz -acusado de conspiración comunista- no se había inspirado en los trabajos de Lenin sino en los de Abraham Lincoln para impulsar la reforma agraria mediante el decreto 900, el cual se proponía modernizar el capitalismo en Guatemala y era más moderado que las leyes rurales norteamericanas del siglo XIX.
El 19 de febrero de 1954, la CIA comienza la Operación WASHTUB, un plan para plantar armas soviéticas falsas en Nicaragua que demostrarían los nexos de Guatemala a Moscú.
Con el apoyo de los Estados Unidos, bajo el mando del coronel Castillo Armas que se encontraba exilado en Honduras, de Juan Córdova Cerna, director de la CIA en Centroamérica, y el Cristo Negro de Esquipulas como Capitán General de la Cruzada Liberacionista, se inició la invasión.

### Invasión
Poco antes de la invasión, y para prepararla, el secretario de Estado John Foster Dulles, que era también abogado de la United Fruit, había pedido en la X Conferencia de Cancilleres de la OEA en Caracas una sanción política contra Guatemala. Ante la resistencia de algunos países, Dulles se prodigó en amenazas y chantajes. Según Guillermo Toriello, canciller de Árbenz, «al canciller de Bolivia lo amenazaron con cancelar la promesa de un crédito de catorce millones de dólares. Al canciller del Ecuador lo chantajearon también, amenazándolo con no darle a su país el crédito pendiente de ocho millones de dólares para la construcción de carreteras».
A las 20:00 del 18 de junio las fuerzas del coronel Castillo Armas cruzaron la frontera. Divididas en cuatro grupos, de unos 480 soldados entraron a través de cinco puntos a lo largo de la frontera hondureña y salvadoreña, para simular mayor número de soldados de un amplio frente y para reducir la posibilidad de que toda la tropa entera se encaminara por un único camino desfavorable. Además de estas tropas regulares, diez saboteadores entrenados en Estados Unidos fueron delante explotando los puentes claves y cortando las líneas de telégrafo. Todas las fuerzas de invasión fueron instruidas para reducir al mínimo encuentros reales con el ejército guatemalteco, sobre todo para evitar dañar la imagen del ejército nacional contra los invasores. El desarrollo entero de la invasión fue expresamente diseñado para:
- Sembrar el pánico
- Dar la impresión de poseer fuerzas insuperables
- Atraer la población y a los militares a su lado, antes que derrotarlos

Durante la invasión, la propaganda radiofónica que transmitía Lionel Sisniega Otero desde la embajada norteamericana enviaba falsos informes de enormes fuerzas que se unían a la población local en una revolución popular. Pero casi inmediatamente, las fuerzas de Castillo Armas fracasaron rotundamente: movilizándose a pie y obstaculizados por su pesado equipo no dieron impresión alguna de ser una fuerza poderosa. Esto debilitó el impacto psicológico de la invasión inicial, pues los guatemaltecos comprendieron que no había peligro inmediato; además, uno de los primeros grupos que llegaron a su objetivo, fueron aplastados por un pequeño contingente de treinta soldados del ejército guatemalteco y sólo veintiocho rebeldes pudieron escapar.
Una derrota mayor sobrevino al grupo de ciento setenta rebeldes que emprendieron la tarea de capturar la protegida ciudad costera de Puerto Barrios: después de que el jefe de policía descubriese a los invasores, rápidamente armó a trabajadores portuarios locales y les asignó papeles defensivos; en cuestión de horas casi todos los rebeldes fueron muertos o apresados, el resto huyó de regreso a Honduras. Tras tres días de supuesta invasión, dos de los cuatro grupos golpistas de Castillo estaban vencidos. Intentando recuperar el ímpetu, Castillo ordenó un ataque aéreo sobre la capital al día siguiente, que fracasó puesto que sólo un avión logró bombardear una pequeña cisterna de petróleo, creando un fuego menor sofocado en veinte minutos.
Después de estos fracasos rebeldes, el presidente Arbenz mandó a su comandante militar que permitiese a los rebeldes adentrarse en el país, ya que tanto él como su comandante principal no temían al ejército rebelde pero estaban preocupados de que si eran aplastados darían un pretexto para una intervención abierta militar norteamericana, como ya les había amenazado el embajador Peurifoy. La clase oficial, temerosa del ataque estadounidense, no quiso contraatacar y derrotar la diezmada tropa de Castillo. Arbenz temió que sus oficiales intimidados pactaran con Castillo; lo cual se confirmó cuando una guarnición entera del ejército se rindió ante Castillo unos días más tarde en la ciudad de Chiquimula. Arbenz convocó su gabinete para explicar que el ejército estaba en la rebelión y el 27 de junio Arbenz anunció su renuncia. Luego de exponer sus razones, renunció y cedió el poder al coronel Carlos Enrique Díaz, jefe de las fuerzas armadas de la república, convencido de que iba a garantizar la democracia en Guatemala y que todas las conquistas sociales de la revolución iban a ser mantenidas. Tenía la esperanza de que al salir él de la presidencia, los Estados Unidos iban a tolerar un nuevo gobierno de tendencia izquierdista como el suyo. Pero Díaz renunció a la presidencia pocos días después, y el poder terminó en manos del coronel Castillo Armas. La caída del "Segundo gobierno de la Revolución" fue seguida por días de desconcierto político durante el cual se sucedieron en el mando juntas de gobierno.

### Elecciones
Tras emitir el marco legal provisional, conocido como Estatuto Político de la República de Guatemala, el 10 de octubre de 1954, la junta militar convocó un plebiscito, en el que Castillo Armas obtuvo el 99.9% del voto favorable. El resultado casi unánime refleja la ausencia de alternativas, pues en el plebiscito se preguntó a la población si lo aceptaba o no como presidente de la República. El voto fue público y obligatorio, mientras que el escrutinio fue secreto. Y el acto se produjo en un clima de terror que afectó a los partidarios de Arbenz y los sectores de la oposición de izquierda en general. De esta manera Castillo Armas fue elegido presidente de la República para el período que habría de concluir el 15 de marzo de 1960, según lo fijó la Asamblea Nacional Constituyente, que fue elegida al mismo tiempo.

## Gobierno (1954-1957)

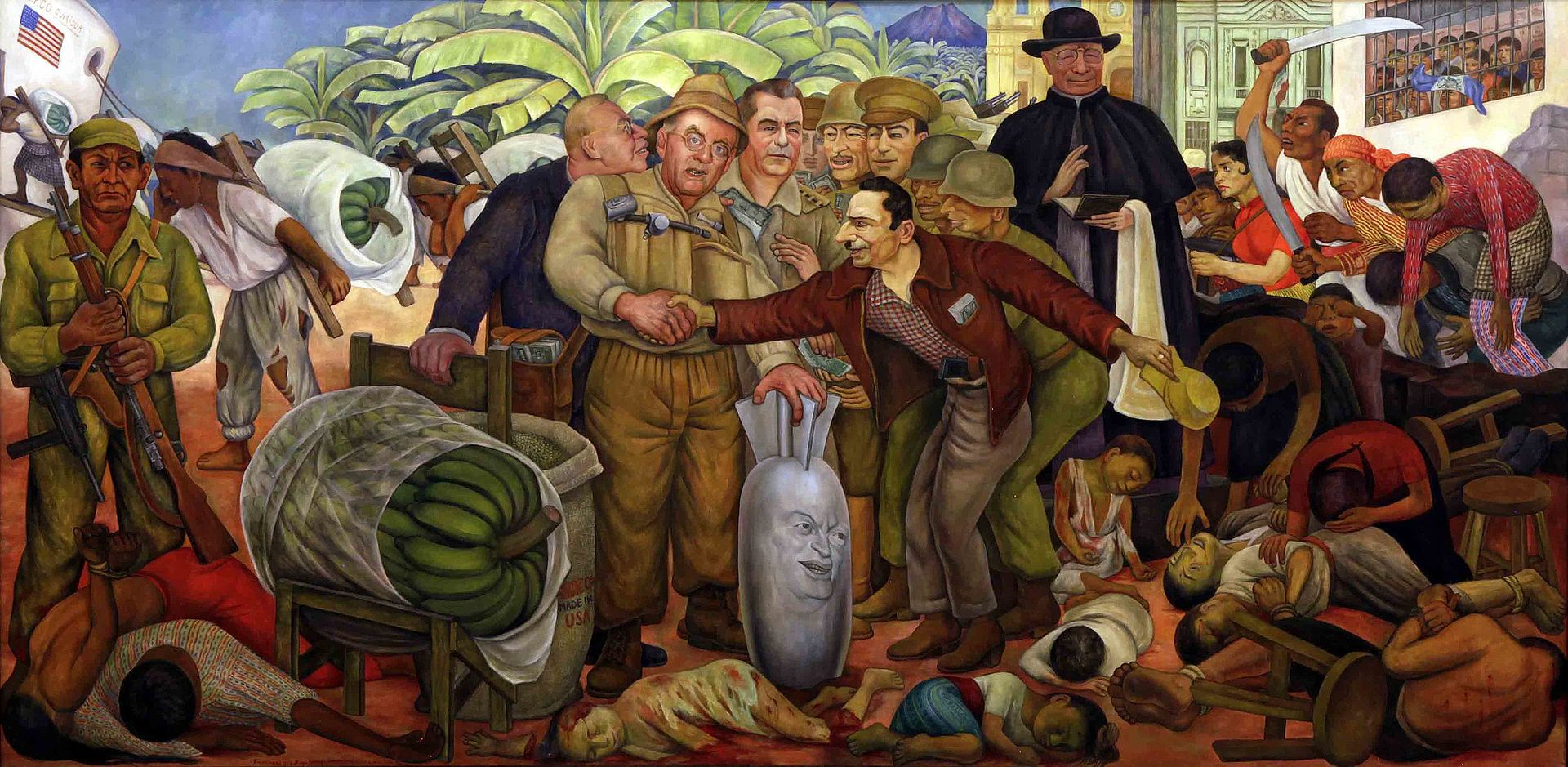
«Gloriosa victoria»
En el centro del cuadro, el secretario de estado de los EE.UU, John Foster Dulles le da la mano a Castillo Armas. El jefe de la CIA, Allen Dulles, y el embajador estadounidense en Guatemala, John Peurifoy están regalando dinero a los comandantes militares, mientras que los indígenas trabajan como esclavos, cargando los barcos de la United Fruit Company con bananos. A los pies del embajador, hay una bomba antropomorfizada que contiene la cara sonriente del presidente Dwight Eisenhower. En el fondo está el arzobispo Mariano Rossell y Arellano oficiando una misa sobre los cuerpos masacrados de los trabajadores.
Este cuadro fue prohibido en los Estados Unidos y desapareció completamente durante los siguientes cincuenta años. En el año 2000, fue encontrado en una bodega del museo Pushkin, en Rusia y desde entonces, está en calidad de préstamo y en exhibición permanente en México.

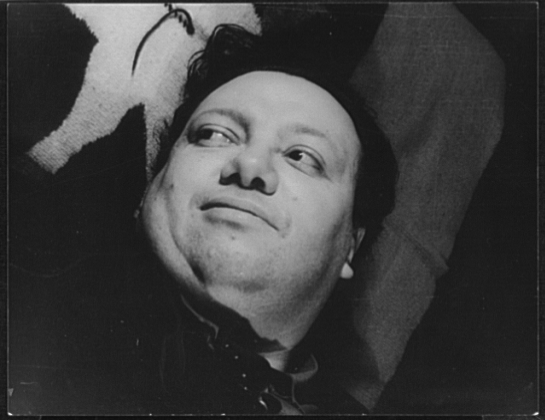
Muralista mexicano Diego Rivera quien pintó el cuatro «Gloriosa victoria».

Rota la Constitución, no fue difícil echar por tierra el pacto de transición de mando acordado entre Arbenz y Díaz. En El Salvador, Carlos Castillo Armas esperaba poder entrar triunfalmente al país. El problema de la entrada triunfal del Ejército de la Liberación a la ciudad de Guatemala representaba el punto de quiebre entre la nueva Junta de Gobierno y el caudillo liberacionista. O más específicamente: entre Castillo Armas y el coronel Monzón, quien aún con ser ferviente anticomunista y militar experimentado en el campo político, guardaba cierta fidelidad a la institución armada. Peurifoy viajó a San Salvador a reunirse con el líder rebelde, Carlos Castillo Armas. Durante el encuentro, Castillo Armas no tuvo mayor problema para dejar en claro su deseo de entrar a Guatemala investido con amplios poderes personalizados. Castillo Armas recibió una especie de gabinete de gobierno, conformado por abogados, empresarios y militares, quienes firmaron un pacto que puede resumirse de la forma siguiente: se reconocía implícitamente el liderazgo de Castillo Armas al reestructurar la Junta de Gobierno, permitiendo su incorporación, lo mismo que la del mayor Enrique Trinidad Oliva. Por otro lado, se acordó combatir a muerte el comunismo, y el Movimiento de Liberación Nacional tomó el control de las instituciones públicas y del orden jurídico legal. El 3 de julio de 1954, Castillo Armas salía victorioso, y era recibido en la Ciudad de Guatemala con los honores que había exigido para sí, al frente del Ejército liberacionista.
Las primeras acciones del gobierno contrarrevolucionario de Castillo Armas fueron ilegalizar al Partido Guatemalteco del Trabajo, prohibió las asociaciones, los sindicatos y los partidos políticos, suspendió los programas favorables a los indígenas y a la clase obrera, impuso una severa censura, disolvió el Congreso y comenzó una dura persecución en contra de los intelectuales de izquierda (de quienes la mayoría se vieron obligados a refugiarse en la Embajada de México para salir al exilio, entre quienes se encontraban el presidente derrocado Jacobo Arbenz Guzmán). Los fondos del Ministerio de Educación fueron congelados y se prohibieron todos los libros considerados "comunistas"; asimismo, se iniciaron las hostilidades hacia la Universidad de San Carlos de Guatemala, la cual se constituyó como la principal fuerza opositora y vía de denuncia contra los abusos del gobierno y contra la invasión estadounidense. Pero aún más importante, derogó la Constitución democrática de 1945 y la Ley de Reforma Agraria, contenida en el Decreto 900, con lo cual se dejaba sin efecto la distribución de la tierra a los campesinos y todas las tierras que ya habían sido repartidas, fueron devueltas a los terratenientes del país y a la United Fruit Company.
Por último, el nuevo gobierno acordó la fusión del Ejército Nacional de Guatemala con el invasor Ejército de Liberación, lo cual provocó la indignación dentro de la institución armada, quien fue acusada por la sociedad civil de ser «traidora» y «cobarde». Como consecuencia, la madrugada del 2 de agosto de 1954, una Compañía de Cadetes de la Escuela Militar Guatemalteca, se sublevó en contra del gobierno de Castillo Armas, con miras a recuperar la dignidad de la institución.
Durante su periodo presidencial se caracterizó por la persecución de enemigos políticos, terrorismo de Estado y altos niveles de corrupción. Se estima que durante su periodo presidencial se ejecutaron crímenes de lesa humanidad, pero debido a la ayuda de la CIA, la mayoría de archivos fueron eliminados.

### El alzamiento del 2 de agosto

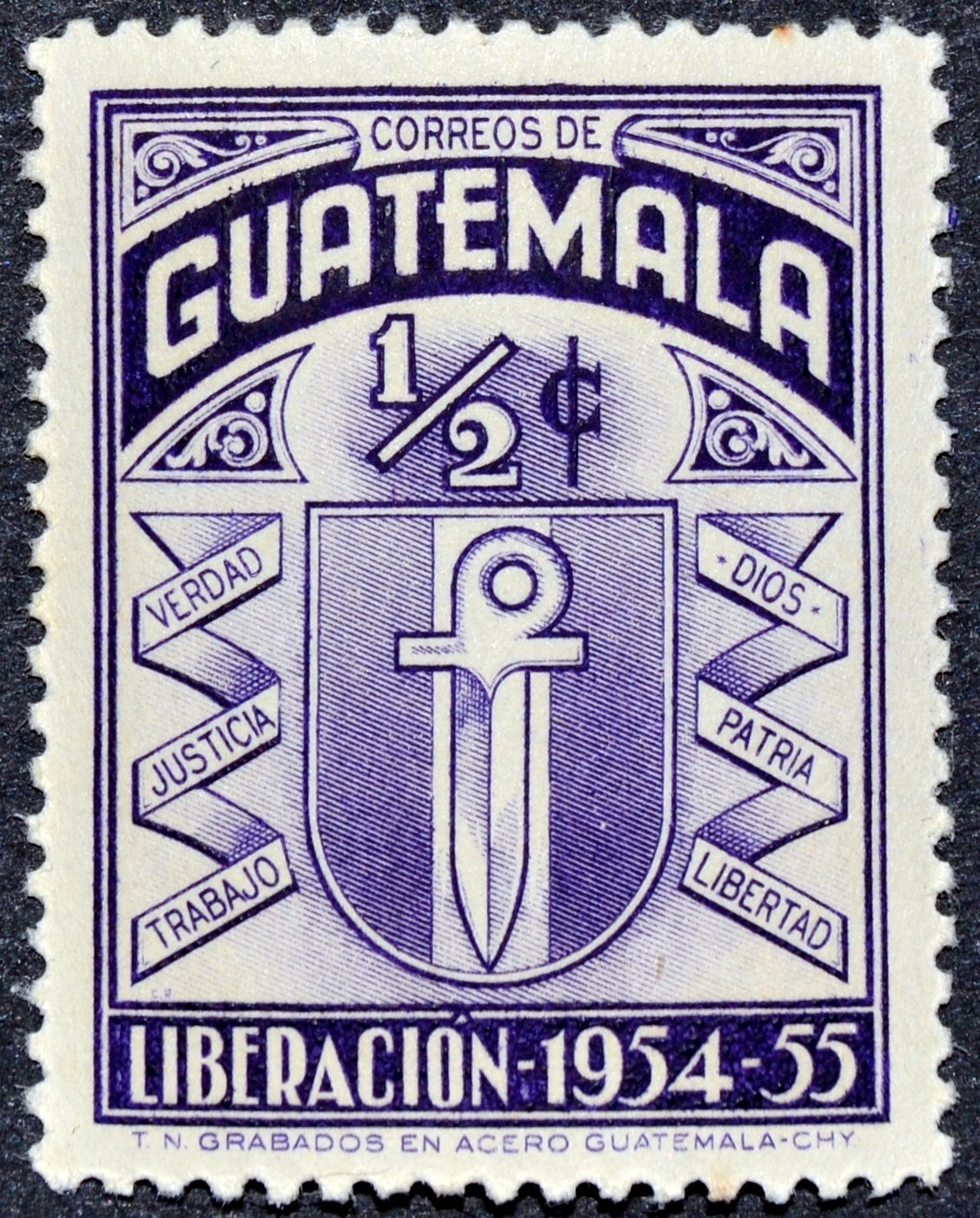
Sello conmemorativo de la invasión de 1954.

El primer problema político sorteado por el coronel Carlos Castillo Armas, durante su gobierno, fue la sublevación de los cadetes de la Escuela Politécnica el 2 de agosto de 1954. Después de haber triunfalmente marchado celebrando el triunfo, las tropas del Movimiento de Liberación -constituidas principalmente por soldados mercenarios de la CIA que se hacían pasar por campesinos y agricultores del oriente de Guatemala- por principales calles de la Ciudad de Guatemala, entregaron las armas y fueron a dormir al hospital Roosevelt -que se encontraba en construcción en ese entonces-, en donde estaban acantonadas.
Los cadetes alzados en armas tras un desplante hecho por los mercenarios del Movimiento de Liberación Nacional en el que les arrebataron la bandera nacional al momento de recibir a Castillo Armas en el aeropuerto La Aurora, aprovecharon el descanso de los "liberacionistas" y amparados por la oscuridad atacaron a los soldados mercenarios y lograron reducirlos no sin antes tener que vencer la poca pero tenaz resistencia que los pocos que estaban armados opusieron. Acto seguido les hicieron marchar con las manos en alto y haciéndoles abordar un tren, les remitieron de regreso hacia el Oriente del país, rumbo a Zacapa; de esta forma demostraron lo débil del ejército de liberación y pusieron en evidencia la pasividad del Ejército durante la invasión. Por su parte, avisado de la situación, el Coronel Carlos Castillo Armas quien había regresado a su Cuartel General, llegó a la Ciudad de Guatemala por la Cordillera de la Antigua Guatemala y fue capturado en el Palacio Nacional.
Los cadetes quedaron al mando de la situación, pero la habilidad del arzobispo de Guatemala Mariano Rossell y Arellano y de John Peurifoy nuevamente salió a la defensa de los intereses norteamericanos: en una reunión en la que los cadetes se entrevistaron con el embajador y el arzobispo para hacerles saber que este no era un movimiento comunista, Puerifoy les dejó claro que no iba a tolerar ningún alzamiento, y que si ellos persistían en sus intenciones, ordenaría a la Marina de los Estados Unidos realizar una invasión a Guatemala. Los cadetes, alarmados por esta amenaza, depusieron las armas y liberaron a Castillo Armas. Al final, la acción dejó un saldo de numerosos muertos y heridos de ambos bandos en la fecha ya indicada, el cierre temporal de la Escuela Politécnica y el envío de cuantos cadetes se pudo a estudiar al exterior gozando de becas para que pudieran proseguir sus estudios, en áreas distintas a la milicia. Posteriormente se abrió nuevamente el plantel de estudios militares, bajo la dirección del coronel Carlos Arana Osorio, en 1955.

### Ejecución de las principales reformas de Arbenz
Los puntos del gobierno de Arbenz eran cuatro:
1. La Reforma Agraria (Decreto 900)
2. La construcción de la carretera al Atlántico: planificada para competir con el monopolio ferroviario de la International Railways of Central America (subsidiaria de la UFCO).
3. La construcción del puerto Santo Tomás de Castilla: planificado para competir con el monopolio de Puerto Barrios, también de la UFCO.
4. La planificación de la hidroeléctrica Jurún Marinalá: planificada para competir contra la Empresa Eléctrica de ese entonces, que también era de capital estadounidense.

De estos proyectos, Castillo Armas sólo derogó la reforma agraria inmediatamente después de tomar el poder, pero tuvo que finalizar la carretera al Atlántico, bajo la dirección del Ingeniero Juan Luis Lizarralde, ministro de Obras Públicas, por la importancia que tenía para la economía del país; la carretera se terminó en 1959, y tras su finalizaciòn ocurrió lo que Árbenz había esperado: el ferrocarril de la UFCO no pudo competir contra el transporte vehicular en camiones. Asimismo, y por la misma razón, continuó con los trabajos de planificación del puerto de Santo Tomás y de la hidroeléctrica Jurún Marinalá, la cual fue terminada e inaugurada en 1970. El puerto se construyó hasta después del terremoto de 1976, pero para entonces ya había quebrado la United Fruit Company y su sucesora, Chiquita Brands International ya no tenía el mismo poder e influencia en el gobierno de los Estados Unidos.
A partir del 19 de julio de 1954, el Estado recuperó las tierras de las fincas nacionales que habían sido repartidas y el 26 del mismo mes anuló la Ley de Decreto 900, substituyéndola por un nuevo Estatuto Agrario; asimismo, se revocó la entrega en propiedad del 78% de los parcelamientos,57 que fueron devueltos a sus antiguos propietarios. En los departamentos más afectados, como Alta Verapaz, Escuintla, Izabal, Baja Verapaz, Chimaltenango, San Marcos y parte de Quiché, se registraron sistemáticos actos de violencia. Durante este período se produjeron numerosos desalojos y casos de persecución de campesinos agraristas. Se calificaba así a los campesinos que en los años anteriores se habían organizado y que habían accedido a la tierra. En la concepción del nuevo régimen el agrarismo era sinónimo de comunismo, y los beneficiarios de la ley eran asumidos como comunistas. Los campesinos también recuerdan que fue a partir de este momento cuando se reactivó el antiguo modelo de colonato feudal, impuesto en tiempos de Justo Rufino Barrios con su reglamento de jornaleros y perfeccionado durante el gobierno de Jorge Ubico con su ley de vagancia y ley de vialidad que garantizaban la disponibilidad de mano de obra casi gratuita para las fincas cafetaleras.

### Justicia
El régimen de Castillo Armas nombró una nueva Corte Suprema de Justicia e inició un período de intensa persecución política en contra de dirigentes, intelectuales y sospechosos comunistas en general. Se anularon los derechos adquiridos durante la revolución de 1944, en especial los concedidos por la Reforma Agraria. El cuerpo de leyes anticomunistas se completó más adelante, cuando el artículo 6 transitorio de la Constitución de 1956, facultó al jefe del Ejecutivo para expatriar o impedir el ingreso al país, por cinco años, a los comunistas que se habían asilado o exiliado de Guatemala por razones políticas.

### Economía

#### Petróleo
La contrarrevolución le abrió las puertas al capital estadounidense, y fue fundamental para las compañías petroleras que veían en Petén y la región que luego se convertiría en la Franja Transversal del Norte, un potencial petrolero incalculable. Entre 1955 y 1957, el gobierno del coronel Castillo Armas, distribuyó 44 bloques petroleros entre 23 petroleras estadounidenses, asociadas algunas con capitales guatemaltecos. De ellas destacaban Ohio Oil Co. y ESSO, las que entre 1957 y 1962 exploraron bloques en las zonas de Chinajá y Rubelsanto.

#### Agricultura
Tras la contrarrevolución de 1954, el gobierno guatemalteco creó el Consejo de Planificación Económica (CNPE) y empezó a utilizar estrategias de libre mercado, asesorado por el Banco Mundial y la Administración de Cooperación Internacional (ICA) del gobierno de los Estados Unidos. El CNPE y la ICA creó la Dirección General de Asuntos Agrarios (DGAA) la cual se encargó de desmantelar y anular los efectos del Decreto 900 de Reforma Agragia del gobierno de Jacobo Árbenz Guzmán. La DGAA se encargó de la faja geográfica que colindaba con el límite departamental de Petén y las fronteras de Belice, Honduras y México, y que con el tiempo se llamaría Franja Transversal del Norte (FTN).

### Macartismo en Guatemala
Una vez en el poder, hay evidencia de la premura con que el gobierno liberacionista dirigió sus acciones para conseguir documentación inherente a eventuales «instrucciones especiales» que durante los «dos gobiernos anteriores» se hubieran otorgado para facilitar los viajes de «políticos» y «comunistas». Esto se dio debido a la imperiosa necesidad norteamericana de conseguir pruebas acerca del carácter «comunista» del régimen derrocado. La posibilidad de obtener «evidencia documental» con la cual exponer la conspiración comunista en los asuntos de Guatemala, había sido definida como uno de los objetivos primarios por parte de la CIA, que envió a varios de sus oficiales a Ciudad de Guatemala durante 10 días para que coordinasen la creación de una fuerza de seguridad local experta en las prácticas usadas por el Macartismo en los Estados Unidos.
Como los principales líderes del gobierno de Arbenz se exilaron, la CIA evaluó la peligrosidad de los exiliados guatemaltecos dispersos en el continente utilizando a los diplomáticos liberacionistas, quienes remitían asiduamente a la cancillería de su país recortes de prensa e informaciones relativas a los exiliados opositores al gobierno de Castillo Armas. Sus funciones en ese sentido se veían facilitadas tanto por los estrechos vínculos con los servicios de inteligencia locales así como también por las sumas de dinero invertidas discretamente en periodistas que habitualmente difundían “noticias” dirigidas a ponderar al nuevo régimen guatemalteco.
Otros sectores también fueron perseguidos; diversas fueron las medidas del nuevo Gobierno en contra de los simpatizantes y colaboradores del Gobierno anterior: 
- Artículos 24 y 54 de la Constitución de 1956: prohibieron la organización, funcionamiento y libre asociación de todas aquellas entidades que propugnasen la ideología comunista u otro sistema totalitario.[24]
- Decreto 5: confiscó los bienes y congeló las cuentas y depósitos bancarios, que fueron adjudicados al Estado.
- Decreto 48: acabaron de suprimir las organizaciones políticas, sindicales y culturales acusadas de relación con el comunismo, después de que el PGT fuese ilegalizado el 28 de junio de ese año.
- La depuración se extendió a otras dependencias estatales. A finales de 1954 unos quince mil trabajadores de la Dirección de Obras Públicas y de la Dirección General de Caminos habían corrido la misma suerte por pertenecer al sindicato.
- Se ha estimado que quinientos treinta y tres organizaciones sindicales fueron clausuradas y el número de afiliados, que había llegado a sobrepasar los 100 mil antes de 1954, se redujo a veintisiete mil personas.[19]

### Educación
El decreto 27 del gobierno liberacionista suspendió el escalafón magisterial y facultó a los gobernadores departamentales, de acuerdo con los vecinos leales al Movimiento de Liberación Nacional, para que nombrasen y destituyesen maestros. Los despidos no se hicieron esperar: entre agosto de 1954 y abril de 1955 fueron destituidos dos mil doscientos treinta y seis docentes.
Como parte de la política macartista del nuevo gobierno hubo cierre o suspensión de centros educativos Gran parte de la generación de artistas de ese período se perdió culturalmente al dispersarse o abandonar el arte y desaparecieron las bibliotecas mínimas y las bibliotecas móviles. Numerosas publicaciones fueron destruidas por considerarlas comunistas; por la misma razón el gobierno suprimió las revistas El Maestro y Guatemala y la revista infantil Alegría. Esta nueva política también suprimió las misiones ambulantes de Cultura Inicial y otros programas de educación popular y canceló la Campaña Nacional de Alfabetización. El impulso a la educación parvularia y de la educación popular quedó detenido.

#### Resurgimiento de la educación eclesiástica
La Iglesia católica recuperó parte del poder que había tenido durante el gobierno conservador del Rafael Carrera en el siglo XIX; así pues, la educación religiosa privada tuvo un auge a partir de 1955, con la fundación de varios colegios elitistas para varones -Liceo Javier, Colegio Salesiano Don Bosco, Colegio Monte María, Instituto Experimental La Asunción y el Liceo Guatemala, entre otros- los cuales absorbieron a los estudiantes de élite que anteriormente hubieran atendido clases en las instituciones gubernamentales laicas como el Instituto Nacional Central para Varones, Escuela Normal para Varones o el Instituto Normal Central para Señoritas Belén.
Aunque el Arzobispo de Guatemala, Mariano Rossell y Arellano publicara un escrito respecto a que la Iglesia católica no buscaba privilegios en su lucha contra el gobierno de Arbenz, consiguió que el gobierno del coronel Castillo Armas incorporara en la Constitución de 1956 lo siguiente:
- la capacidad jurídica de la Iglesia católica -y las de todos los otros cultos- para adquirir, poseer y disponer de propiedades, siempre y cuando se destinen para fines religiosos, de asistencia social o a la educación.[29]
- que se declarara optativa la educación religiosa en locales oficiales: en el artículo 97 de la Constitución se indica que la ley regularía lo relativo a la enseñanza religiosa en locales oficiales y que el Estado no la impartiría pero la declaraba optativa. También garantiza la libertad de enseñanza en todos los otros establecimientos.[30]
- que el Estado contribuyera al sostenimiento de la educación religiosa: en el artículo 111 se indica que las instituciones privadas que impartan educación gratuita serán exoneradas de determinados impuestos fiscales y municipales en compensación por sus servicios.[31]
- que se declarara la posibilitad de que hubiese universidades privadas en Guatemala, siempre y cuando sus actividades académicas y títulos fueran aprobados por la Universidad de San Carlos de Guatemala.[32]

Ese año también se emitió la Ley Orgánica de Educación Nacional, con carácter anticomunista. Dicha ley debilitó la coordinación de las instituciones educativas; el 25 de febrero de 1956 se establece la nueva ley, contenida en el Decreto Gubernativo 558 que consolidó los dos ciclos de que se compone la educación media: el pre-vocacional y el diversificado denominándolo ciclo de cultura general en 1958. De esta ley surgieron los institutos básicos por cooperación y los institutos básicos con orientación ocupacional.
El seminario de maestros de escuelas normales rurales tuvo lugar del 3 al 12 de enero de 1956 en la Escuela Normal Rural de la Alameda "Dr. Pedro Molina"; en este seminario los participantes examinaron los objetivos de la educación rural, la estructura y organización de los establecimientos de esta índole, la conveniencia de reformar el plan de estudios que regía las escuelas normales rurales del país, y reconocieron la necesidad de una educación para la salud, el aprovechamiento de las horas libres y la educación para la recreación.
En 1957 el Consejo Técnico del Ministerio de Educación creó el departamento de Orientación Escolar y Vocacional, con el propósito de mejorar la formación de los educandos.

#### Ballet Guatemala
Entre 1949 y 1954, el Ballet Guatemala estuvo dirigido por el maestro ruso nacionalizado belga Leonide Katchourowsky, quien también estuvo a cargo de la Escuela Nacional de Danza. Su esposa, Marie Tchernova, era primera bailarina de la Opera de París y bailarina estrella del Teatro Real de la Moneda de Bruselas, nacida en Rusia y nacionalizada belga, como su esposo.
Durante estos años, el Ballet amplió su repertorio y cumplió con la misión de difusión del arte de la danza; se presentó en casi todos los departamentos de Guatemala en escenarios algunas veces improvisados y realizaron temporadas oficiales y escolares y dos giras por El Salvador y una en Costa Rica. Con el derrocamiento del gobierno del coronel Jacobo Arbenz Guzmán el Ballet Guatemala fue suprimido porque la Junta Liberacionista de gobierno acusó a los directores rusos de ser «comunistas» y de ser los que le traducían al presidente Arbenz todo lo que llegaba a Guatemala de la Unión Soviética; el 16 de agosto de 1954 les cancelaron los contratos y los maestros Katchourowsky y Tchernova regresaron a Bélgica en 1957. El maestro Manuel Ocampo, quien se encontraba en Nueva York con una beca por cuatro años en el Metropolitan Ballet, perdió la beca tras unos cuantos meses porque cuando el gobierno guatemalteco fue derrocado los estadounidenses lo interrogaron por haber sido discípulo de maestros rusos «comunistas».
El 19 de marzo de 1955 el presidente Castillo Armas creó la comisión asesora de la Dirección General de Bellas Artes y de Extensión Cultural, la cual asesoró la Escuela de Danza, entre otras dependencias. Esta entidad recomendó reiniciar al Ballet Guatemala bajo la dirección del maestro y coreógrafo Denis Claire Carey, quien se hizo cargo de la entidad junto con el maestro Joop Van Allen. El Ballet tomó una nueva perspectiva en el estilo de trabajo pues Carey además de la técnica inglesa introdujo al grupo a corrientes artísticas más modernas y de proyección floklórica, ya que había trabajado como solista en el Metropolitan Ballet de Londres, y en París, Ámsterdam y en varias ciudades de Alemania. Carey también había participado en películas cinematográficas como Las Zapatillas rojas con el Covent Garden Royal Ballet. En este período se produjo un número bastante significativo de montajes coreográficos.

### DoctoradoHonoris causade la Columbia University
En ese marco, la Columbia University premió con un doctorado honoris causa a Castillo Armas, por considerarle como un nuevo «campeón de la democracia». Indignado, alzó su voz de protesta el notable escritor y expresidente de Venezuela doctor Rómulo Gallegos; en una memorable carta al presidente de esa universidad, expresó: «Me niego a compartir honores con Castillo Armas» y gallardamente devolvió el doctorado de igual tipo que, también por la Columbia University, le había sido otorgado en 1948.

## Muerte
El 26 de julio de 1957 por la noche, Castillo Armas, después de atender una reunión con empresarios, volvió a su habitación a descansar un rato antes de cenar. Faltaban unos minutos para las nueve de la noche cuando decidió ir al comedor. En los últimos meses la casa presidencial estaba casi desierta y los guardias eran cada vez menos. En circunstancias hasta la fecha confusas, Castillo Armas recibió dos disparos camino al comedor; la primera dama trató de hacerlo reaccionar mientras gritaba: “¡Se fue por las escaleras! ¡el soldado lo mató!” Cuando los guardias subieron, encontraron el cadáver de Romeo Vásquez Sánchez, originario de Mazatenango, de 24 años de edad, quien hacía dos meses estaba al servicio de Casa Presidencial.

### Hipótesis sobre su muerte

#### Asesino solitario
«Todo mi sufrimiento será apagado con la sangre de Armas» había escrito Vásquez en su diario. Después de matar al presidente corrió escaleras arriba y al verse acorralado descansó la barbilla sobre el cañón y se disparó. En su cráneo quedó una bala idéntica a la que mató al presidente. Los investigadores encontraron un diario en su casillero un cuaderno con 23 páginas en las que hablaba de sus planes: creía que al matar a Castillo Armas, Arévalo volvería al poder. Era consciente de que podía morir, pero no le importaba; además de comunismo, el diario estaba lleno de mensajes de amor, adoraba a una mujer llamada Laura y pensaba que ella, al ver su osadía, se enamoraría de él.
Para calmar a la gente que no confiaba en la autenticidad del diario, las autoridades convocaron a los periodistas y les mostraron la letra de unas cartas que proporcionó la madre del sargento Vásquez: era exacta a la del diario. A pesar de todo, el diario era en verdad sospechoso. Vásquez era un lector, había estudiado por correspondencia, sin embargo su diario estaba plagado de faltas ortográficas. Mientras sus compañeros, guardias de casa presidencial, solían decir: «haiga» y «naide», Romeo escribía cosas como: «sois chacales buscando un cadáver que roer». El doctor Carlos Federico Mora analizó el texto y concluyó que había sido escrito por un psicópata, y en la reconstrucción de hechos, en la que el guardia Óscar Segura representó a Vásquez y el inspector Ángel Sánchez a Castillo Armas, se comprobó que el presidente había sido asesinado con el fusil de Vásquez y a quemarropa.

#### Complot militar
Los investigadores pronto lograron reducir a dos sospechosos: los guardias Víctor Manuel Pedroza de 17 años y Arturo Gálvez de 25; ninguno de los dos tenía vínculos con comunistas y lo único que los incriminó fue su propio testimonio. Pedroza dijo que Vásquez le prometió un mejor empleo si le ayudaba, y aseguró que los líderes del complot eran el teniente Arnulfo Reyes y el mayor Julio César Anleu. Gálvez dijo lo mismo: el plan era atacar varios cuarteles al mismo tiempo para que después Reyes se convirtiera en presidente y Anleu en su jefe de defensa.
Pero el 23 de agosto Pedroza y Gálvez fueron hallados inocentes de asesinato; les imputaron dos años conmutables por sedición frustrada, ya que en el primer día de juicio cambiaron su versión y dijeron que los habían amenazado para que contaran toda la historia que contaron. El juez resolvió que aparte de su propio testimonio no había ninguna prueba para culparles del asesinato; pero Reyes y Anleu siguieron presos.
El coronel Manuel Pérez, jefe de maestranza del ejército, fue quien supuestamente había convencido a Pedroza y a Gálvez de lo que tenían que decir. Cuando lo interrogaron, negó todo, diciendo que ese día había decenas de soldados y que era imposible que hubiera tenido tiempo para convencerlos. De todas formas le detuvieron y se convirtió en el principal sospechoso. Pero al final, Anleu, Reyes y Pérez salieron en libertad por falta de mérito y la investigación regresó a la hipótesis inicial: Romeo Vásquez como autor exclusivo.

#### Complot del EMP
El gobernador de Quetzaltenango, Alfonso Duarte, relató que unos meses antes del crimen recibió la visita de un periodista que le contó que tres personas habían llegado a su redacción para asegurarle que existía un plan para matar a Castillo Armas. El periodista empezó a dudar y fue a contarle al gobernador. Duarte informó de inmediato al Coronel Manuel Castellanos, tercer jefe del Estado Mayor Presidencial. Castellanos le aseguró que tomaría cartas en el asunto y que ese mismo día citaría a los tres testigos para que le contaran todo lo que sabían. Duarte pensó que eso no era suficiente y aprovechando una visita del presidente a Totonicapán fue a buscarlo y le contó todo. Castillo Armas no se inmutó y le pidió que hablara con Castellanos.
El día del asesinato uno de los guardias fue de prisa a buscar al sacerdote allegado a Castillo Armas y en el camino el religioso dijo: “no comprendo cómo pudieron matarlo ¡si él ya sabía que lo iban a matar!” Cuando lo interrogaron, el sacerdote contó que fue el propio Castellanos quien le había contado de la amenaza. Asimismo, varios exguardias declararon o escribieron cartas abiertas que publicó la prensa guatemalteca, y, luego de recabar toda la evidencia, el MP dijo que Castellanos “fue aislándolo, privándole de toda protección personal"; pero era lógico que alejaran a los guardias: a Castellanos y a otros miembros del EMP les habían dicho que el que cometería el magnicidio sería un guardia, así que lo que hicieron fue alejar a Castillo Armas de sus posibles asesinos. Así pues, no hubo pruebas para inculpar a Castellanos.

#### Venganza de Rafael Leónidas Trujillo
El 20 de octubre de 1957 en medio de la violencia electoral, en el mirador de San José Pinula se encontró el cadáver de Narciso Escobar. Le habían disparado desde un carro, pero logró ver la placa del carro de sus asesinos y se lo dijo a los agentes que lo recogieron, antes de expirar. Minutos después en la zona 1, dos policías detuvieron el automóvil, pero tenían órdenes estrictas de dejarlo en libertad. Narciso Escobar era uno de los criminales más buscados en Cuba, donde creían que planeaba matar al presidente Fulgencio Batista. Por su parte, quien ordenó soltar a los asesinos fue Enrique Trinidad Oliva, jefe de seguridad nacional.
El carro donde viajaban los asesinos estaba a nombre de Carlos Gacel, un cubano que era agente de la Dirección General de Seguridad de Guatemala, pero que también servía como espía para el gobierno dominicano. Cuando lo capturaron aseguró que le habían robado el carro esa misma mañana, pero cuando se sintió acorralado delató a un colega dominicano que vivía en Guatemala: Johnny Abbes García, quien era un conocido pistolero al servicio del dictador dominicano Rafael Leónidas Trujillo. Trinidad Oliva negó tener relación con los crímenes y un juez le dejó en libertad, pero el MP consiguió una nueva orden de captura que ya no pudo utilizar por el derrocamiento del gobierno interino. Para cuando regresó la normalidad a Guatemala, Oliva, Cacel y Abbes habían huido.
Investigaciones adicionales, demostraron que el agregado militar dominicano Abbes García participó en el crimen del mirador, Trujillo lideraba un complot para derrocar a Castillo Armas y Narciso Escobar era cómplice; Escobar era pistolero a la orden de Trujillo y recibió instrucciones para asesinar a Castillo Armas. Los investigadores sospechaban que fue él quien tramó todo y que en determinado momento sus secuaces dejaron de confiar en él y lo mataron. Parece ser que Trujillo quería que Castillo Armas le otorgara la Orden del Quetzal; Trujillo le dio armas y dinero a Castillo Armas para financiar el movimiento de liberación a cambio de la condecoración guatemalteca. Pero cuando Castillo Armas estaba en el poder, no se la otorgó y Trujillo decidió vengarse.